# 28397 Forrestbetton
28397 Forrestbetton este un asteroid din centura principală de asteroizi.

## Descriere
28397 Forrestbetton este un asteroid din centura principală de asteroizi. A fost descoperit pe 7 septembrie 1999 la Socorro, New Mexico, în cadrul proiectului LINEAR. Asteroidul prezintă o orbită caracterizată de o semiaxă mare de 2,35 ua, o excentricitate de 0,10 și o înclinație de 6,9° în raport cu ecliptica.